# Castellaneta
Castellaneta is een gemeente in de Italiaanse provincie Tarente (regio Apulië) en telt 17.364 inwoners (31-12-2004). De oppervlakte bedraagt 239,9 km², de bevolkingsdichtheid is 72 inwoners per km².
De volgende frazioni maken deel uit van de gemeente: Marina di Castellaneta, Gaudella.
Acteur Rudolph Valentino werd in 1895 in deze Italiaanse stad geboren.

## Demografie
Castellaneta telt ongeveer 6148 huishoudens. Het aantal inwoners steeg in de periode 1991-2001 met 0,6% volgens cijfers uit de tienjaarlijkse volkstellingen van ISTAT.
| Jaar | Inwoneraantal |
| ---- | ------------- |
| 1991 | 17.294        |
| 2001 | 17.393        |

## Geografie
De gemeente ligt op ongeveer 245 m boven zeeniveau.
Castellaneta grenst aan de volgende gemeenten: Ginosa, Laterza, Mottola, Palagianello, Palagiano, Gioia del Colle (BA).

## Geboren in Castellaneta
- Rudolph Valentino (1895-1926), acteur
- Gabriele Gravina (1953), voetbalbestuurder